# Re:package
『Re:package』（リ・パッケージ）は、音楽ユニットlivetuneが「livetune feat.初音ミク」名義でリリースした同人アルバム、および2008年8月27日にビクターエンタテインメントよりリリースされたデビューアルバム。
キャッチコピーは、「世界で初めての感動…遂に誕生した奇跡の命がここにある。」

## 概要
クリプトン・フューチャー・メディアが販売している市販の音声合成ソフト、「初音ミク」が全曲でボーカル音源として使用されている。収録曲の多くは本アルバムの販売前にインターネット上で発表されて人気を博した曲で、中でも「Packaged」は発売当時ニコニコ動画で70万回以上再生されていた。同人盤はコミックマーケット73及びとらのあなで販売されたが、瞬く間に完売し生産が追いつかなかったため、新たに新曲や未発表曲などを追加した商業流通盤がメジャーレーベルから販売された。
従来にも初音ミクを音源として用いたインディーズCDや、同ソフトのキャラクターや名義を用いた同人CD、限定販売CD、ゲームソフト同梱CDが販売された前例はあったが、一般流通のメジャーアルバムで初音ミクのキャラクターと名称を使用したものは、このアルバムの商業流通盤が最初である。商業流通盤の初回限定版ジャケットに解説文を寄稿したUSEN番組プロデューサーの岩瀬英紀は、同解説文で「合成音声ヴォーカルによって100%コンピュータ内で制作された完全なるDTMメジャーアルバム」は、このアルバムが世界初の快挙なのではないかと述べている。
メジャーレーベルから商業流通盤のCDが発売されることが発表されると、人気漫画家のゆうきまさみがブログ上でlivetuneの曲を賞賛しCDの発売を紹介したことが注目されるなど、インターネット上での反響を呼んだ。それ以外にも、Men's egg2008年8月号、Ranzuki2008年9月号に裏表紙全面を使った広告が掲載されるなどの広告活動が行われた。発売1週目で2万枚を売り上げ、オリコン週間チャートで初登場5位を記録すると、毎日.jpのMANTANWEBは「マンガやフィギュア、コスプレなどで人気の初音ミクだが、本業の音楽でも高い人気を裏付けた」などと報じた。レーベル担当者はこの人気について「発売前から口コミで話題にはなっていたものの、TOP5に入るとは驚き」と述べている。
2010年9月15日には「Re:MIKUS」と共にSHM-CDとして再発された。また、初音ミク発売10周年にあたる2017年8月31日から配信もスタートしている。

## トラック

### 商用流通盤
1. Anthem
作詞・作曲 - kz
2. Packaged
作詞・作曲 - kz
3. over16bit! (Full ver.)
作詞・作曲 - kajyuki
4. シューティング☆スター
作詞 - yae 作曲 - kajyuki
5. 虹色
作詞・作曲 - kz
6. 椛
作詞 - yae 作曲 - kajyuki
7. Light Song
作詞・作曲 - kz
8. リラホルン
作詞 - Elina, yae 作曲 - kajyuki
9. 日々の夢想い
作詞 - Elina 作曲 - kajyuki
10. ファインダー
作詞・作曲 - kz
11. ドキドキ♪ハートチューン
作詞 - yae 作曲 - kajyuki
12. ストロボナイツ
作詞 - yae 作曲 - kz
13. Last Night, Good Night
  - 村上隆監督映画「めめめのくらげ」主題歌[14]
14. Packaged (piano ver.)
15. our music
作詞・作曲 - kz

### 同人盤
1. Anthem
作詞・作曲 - kz
2. over16bit! - short ver.が収録されている
作詞・作曲 - kajyuki
3. シューティング☆スター
作詞 - yae 作曲 - kajyuki
4. 椛
作詞 - yae 作曲 - kajyuki
5. Packaged
作詞・作曲 - kz
6. 虹色
作詞・作曲 - kz
7. リラホルン
作詞 - Elina, yae 作曲 - kajyuki
8. 日々の夢想い
作詞 - Elina 作曲 - kajyuki
9. ファインダー
10. ドキドキ♥ハートチューン
作詞 - yae 作曲 - kajyuki
11. ストロボナイツ
作詞 - yae 作曲 - kz
12. Packaged (piano ver.)